# 1515
Відродження •  Доба великих географічних відкриттів •  Ганза •  Ацтецький потрійний союз •  Імперія інків

## Геополітична ситуація
Османську державу очолює Селім I (до 1520). Імператором Священної Римської імперії є Максиміліан I Габсбург (до 1519). У Франції королює Франциск I (до 1547).
Середню частину Апеннінського півострова займає Папська область. Неаполітанське королівство на півдні захопила Іспанія. Могутніми державними утвореннями півночі є Венеційська республіка, Флорентійська республіка, Генуезька республіка та герцогство Міланське. Триває війна Камбрейської ліги між європейськими монархіями за контроль над північною Італією.
Кастилія і Леон та Арагонське королівство об'єднані в Іспанське королівство, де править Фердинанд II Арагонський (до 1516). В Португалії королює Мануел I (до 1521).
Генріх VIII є королем Англії (до 1547), королем Данії та Норвегії Кристіан II (до 1523). Сванте Нільссон є регентом Швеції. Королем Угорщини та Богемії є Владислав II Ягелончик. У Польщі королює Сигізмунд I Старий (до 1548), він же залишається князем Великого князівства Литовського.
Галичина входить до складу Польщі. Волинь належить Великому князівству Литовському. Московське князівство очолює Василій III (до 1533).
На заході євразійських степів існують Казанське ханство, Кримське ханство, Астраханське ханство Ногайська орда. У Єгипті панують мамлюки. Шахом Ірану є сефевід Ісмаїл I.
У Китаї править династія Мін. Значними державами Індостану є Делійський султанат, Бахмані, Віджаянагара. В Японії триває період Муроматі.
У Долині Мехіко править Ацтецький потрійний союз на чолі з Монтесумою II (до 1520). Цивілізація мая переживає посткласичний період. В Імперії інків править Уайна Капак (до 1525).

## Події
- Містечку Бучач (нині райцентр Тернопільської області) надано магдебурзьке право.
- Продовжується війна Московії з Литвою.
- Після смерті в Парижі 1 січня Людовика XII, який не залишив по собі спадкоємця, на французький престол зійшов його кузен Франциск I з династії Валуа-Ангулемів.
- Відбувся Віденський конгрес за участю імператора Максиміліана I, короля Угорщини та Богемії Владислава II Ягеллончика та короля Польщі й Великого князя Литовського Сигізмунда I. Імператор Максиміліан та король Владислав уклали подвійний шлюб між своїми дітьми й згодилися на спільний порядок успадкування, що згодом призвело до переходу Угорщини та Богемії під владу Габсбургів.
- Війна Камбрейської ліги;
  - 13-14 вересня французькі та венеційські війська здобули перемогу над швейцарцями у битві при Мариньяно.
  - 16 вересня французи відновили контроль над Міланом.
  - 20 листопада Генуя здалася Франції.
- Конкістадор Дієго Веласкес Консуело де Куельяр заснував місто Гавана.
- Альбрехт Дюрер виготовив гравюру «Носоріг».
- Виник султанат Магінданао (сучасні Філіппіни).

## Народились
Докладніше: Народилися 1515 року
- 4 лютого — Миколай-Кшиштоф Радзивілл (Чорний), державний, військовий і політичний діяч Великого князівства Литовського.
- 22 вересня — Анна Клевська, четверта жінка англійського короля Генріха VIII.
- Беата Костелецька, дружина князя Іллі Острозького.
- П'єр Леско, видатний архітектор Франції.
- Чіпріано де Роре, фламандський та італійський композитор.
- Яків Підвисоцький, королівський дворянин, перекладач (з турецької).
- Сибілла Саксонська, саксонська принцеса з Альбертінської гілки Веттінів.

## Померли
Докладніше: Померли 1515 року
- 1 січня — Людовик XII, король Франції.
- 5 лютого — Альд Мануцій, італійський видавець.
- 15 квітня — Миколай Каменецький, державний, політичний і військовий діяч Польського королівства.
- 16 грудня — Афонсу д'Албукерки, португальський мореплавець.
- Менґлі I Ґерай, кримський хан.
- П'єтро Ломбардо, італійський скульптор та архітектор